# خورخور
خورخور یکی از روستاهای استان آذربایجان شرقی است که در دهستان شورکات جنوبی بخش ایلخچی شهرستان اسکو واقع شده‌است.این روستا ۷۹۰ نفر جمعیت دارد.